# 九人と死で十人だ
『九人と死で十人だ』（くにんとしでじゅうにんだ、原題：Nine-and Death Makes Ten）は、アメリカの推理作家カーター・ディクスン（ジョン・ディクスン・カーの別名義）による推理小説。発表は1940年。ヘンリ・メリヴェール卿ものの長編第11作目にあたる。
本作は、第二次世界大戦中の大西洋上の潜水艦警戒水域を航行する軍需品の輸送を担う客船を舞台に、殺人事件の現場に残された犯人の指紋と一致する乗客も乗組員がいないという謎を扱った作品である。

## あらすじ
第二次世界大戦初期の1940年1月、軍需品をニューヨークからイギリスへと運ぶ客船エドワーディック号は、出航直前に船倉から時限爆弾が発見されるなど、物々しい雰囲気に包まれていた。ドイツの潜水艦による襲撃の危険性の高い警戒水域を航行する船旅の乗客はわずかに9人だが、そのうちの1人の乗客の存在は他の乗客には極秘にされていた。
乗客の1人である新聞記者で船長の弟のマックス・マシューズは、航海初日の19日金曜日から船室が隣同士の妖艶な美女、エステル・ジア・ベイ夫人と親しくなる。一方、医師のアーチャー博士から、深夜、何者かが博士の船室の前の通路で紙に描かれた人の顔を標的にナイフ投げの練習をしていたという話を聞かされる。
翌晩、マックスはジア・ベイ夫人と社交室から甲板に2人で向かう途中、ほんの2、3分で戻ると言っていったん自室に引き返した彼女を見送ったが、10分過ぎても戻ってこないので心配して船室を訪ねると、彼女は頸動脈を刃物で切られて血の海の中で絶命していた。彼女の白いシルクのドレスの右肩には、犯人のものと思われる親指の指紋がべったりとついていた。
船長の指示で乗員・乗客全員の指紋が採取され、事務長のグリズワルドと乗客の1人であるニューヨークの地方検事補のラスロップによって鑑定された結果、現場に残されていた指紋は乗員・乗客の誰のものでもないことが判明した。この不可能な状況を前に打つ手のない船長は、秘密にされていた9人目の乗客、ヘンリ・メリヴェール卿に調査を依頼する。

## 登場人物

### 乗客
レジナルド・アーチャー
医師。恰幅のいい垢ぬけた紳士。
ピエール・ブノワ
フランス狙撃隊大尉。赤いケピ帽に軍服・きれいに磨かれた将校用のブーツ。英語が話せないらしい。
ヴァレリー・チャトフード
若い女性。行動力とコミュニケーション能力が抜群。
ジョージ・A・フーパー
イギリスの実業家。インク台とスタンプ印の製造者。
ジェローム・ケンワージー
貴族の子息。針金のように痩せて柔らかな金髪の大酒飲み。
ジョン・E・ラスロップ
ニューヨークの地方検事補。長身でソフト帽を目深に被る。
マックス・マシューズ
元新聞記者。片脚が不自由。
エステル・ジア・ベイ
トルコ外交官の元夫人。四十歳くらいだが若く見える。
ヘンリ・メリヴェール卿（通称H・M）
イギリス陸軍省情報部長。九人目の乗客で本作の探偵役。

### 船員たち
フランシス・マシューズ
イギリス海軍中佐。エドワーディック号船長。マックスの兄。
グリズワルド
エドワーディック号事務長。
タイラー
事務長秘書。
クルクシャンク
三等航海士。

## 提示される謎
- ハウ・ダニット（犯人の指紋は、なぜ誰とも一致しないのか）

## 評価
カーの詳細な評伝 『ジョン・ディクスン・カー 奇蹟を解く男』を著したダグラス・G・グリーンは、本作について「1940年代初期のカーの最上作のひとつで、いかなる時期のもっとも魅力的なH・M物にも匹敵する。不可能状況とその解明は秀逸だ。」と評している。